# Standard Vanguard
Der Standard Vanguard ist ein Mittelklasse-PKW des ehemaligen britischen Automobilherstellers Standard, der von 1947 bis 1963 in drei Baureihen hergestellt wurde. Die erste Version des Vanguard wurde im Juli 1947 vorgestellt. Er war eine neue Konstruktion ohne Beziehung zu Standards Vorkriegsmodellen. Der erste Vanguard galt als eine der stilistisch modernsten britischen PKW seiner Zeit. Die deutlich konservativer gestalteten Vanguards der zweiten und dritten Generation hatten einige Unter- oder Schwestermodelle.

## Vanguard Phase I
Die erste Serie des Vanguard, die als Phase I bzw. – nach einer stilistischen Überarbeitung 1952 – als Phase IA bezeichnet wird, wurde von 1948 bis 1953 gebaut.
Vor dem Zweiten Weltkrieg hatte der in Coventry ansässige Autohersteller Standard eine weit gefächerte Modellpalette, die vor allem das Segment der unteren Mittelklasse bediente. Nach dem Krieg nahm Standard zunächst die Produktion einiger Vorkriegsmodelle – konkret des Standard Eight und Twelve – wieder auf. 1947 lief die Fertigung der alten Standard-Fahrzeuge aus. Sie wurden durch den neu konstruierten Vanguard (deutsch: Vorhut) ersetzt, dessen Modellbezeichnung auf das britische Schlachtschiff HMS Vanguard Bezug nahm. Der Vanguard war der Versuch einer Neuausrichtung der Standard Motor Company: Nachdem das Unternehmen bis in die 1930er-Jahre hinein vor allem Autos für kleinere Klassen gebaut hatte, besetzte es mit dem Vanguard nunmehr das Segment der Mittelklasse. Mit ihm wechselte Standard zur Ein-Modell-Politik. Eine mittelbare Ergänzung fand er allerdings in einem Roadster sowie den Limousinen 1800 Town & Country, Renown und Mayflower, die unter der seit 1945 zum Konzern gehörenden Marke Triumph angeboten wurden.
Der Vanguard Phase I hat eine Stahlkarosserie, die mit einem separaten Chassis verschraubt ist. Ihr Design folgt einem Entwurf des Standard-Designers Walter Belgrove, der sich unter anderem von der Form eines 1941er Plymouth inspirieren ließ. Zunächst war der Vanguard nur als viertürige Limousine (Saloon) mit Buckelheck erhältlich, das im englischen Sprachgebrauch Beetle Back (Käferheck) genannt wird; im Laufe des Jahres 1948 kamen auch ein viertüriger Kombi sowie ein zweitüriger Van mit eigenständiger Heckpartie hinzu. Die Karosserien wurden bei Fisher and Ludlow (Limousine) bzw. bei Mulliners of Birmingham (Kombi und Van) gebaut. Eine stilistische Überarbeitung im Sommer 1952 betraf die Gestaltung der Frontmaske und brachte ein größeres Heckfenster. Als Antrieb dient ein neu konstruierter Vierzylinderreihenmotor, der in abgewandelter Form außerdem im Traktor Ferguson TE20 zum Einsatz kam. Er hat einen Hubraum von 2088 cm³ (Bohrung × Hub: 85 × 92 mm), ist mit einem Solex-Vergaser ausgestattet und leistet 68 bhp (50 kW) bei 4200 min−1 Die Kraft wird mit einem vollsynchronisierten Dreiganggetriebe mit Lenkradschaltung auf die Hinterräder übertragen. Ab 1950 war gegen Aufpreis ein Overdrive von Laycock de Normanville erhältlich.
Im Sommer 1948 lief in Coventry die Serienfertigung des Vanguard Phase I an. Entsprechend der britischen Exportförderung wurde in den ersten zwei Jahren fast die gesamte Produktion exportiert und erst 1950 war der Wagen auf dem heimischen Markt in nennenswerter Zahl verfügbar. In einigen Ländern wurde der Vanguard unter Verwendung angelieferter Einzelteile von lokalen Werken montiert. Dazu gehörten Australien (AMI), Belgien (Imperia) und die Schweiz (AMAG). Einige der Werke bauten neben den regulären Limousinen auch Sonderversionen. So entstand in Australien ein zweitüriger Pick-up (im lokalen Sprachgebrauch: Ute), der auch nach Großbritannien exportiert wurde, und bei Imperia in Belgien ein zweitüriges Cabriolet.
Eine äußerliche Ähnlichkeit des Standard Vanguard Phase I mit dem sowjetischen Personenwagen GAZ-M20 Pobeda, der ein Jahr vor dem Vanguard erschienen war, gab Anlass zu anhaltenden Plagiatsdiskussionen.

## Vanguard Phase II
Auf dem Genfer Auto-Salon 1953 zeigte Standard eine überarbeitete Version des Vanguard, die als Phase II bezeichnet wurde. Sie löste im Frühjahr 1953 den Vanguard Phase I ab.
Wesentliches Unterscheidungsmerkmal war eine weitgehend neu gestaltete Karosserie der Limousine. Anstelle des auf die 1930er-Jahre zurückgehenden Rundhecks hat der Vanguard Phase II ein Stufenheck. Der Aufbau hat auf jeder Seite zwei Seitenfenster; die C-Säule schließt direkt an die hinteren Türen an. Das Volumen des Kofferraums istz um 50 % größer als das des Vorgängers und die Rundumsicht wurde durch ein nochmals vergrößertes Rückfenster verbessert. Neu war auch die Gestaltung der hinteren Radausschnitte, die nun teilweise abgedeckt sind. Die Karosserie des weiter produzierten Kombi blieb dagegen unverändert. Chassis und Fahrwerk des Vanguard Phase II entsprechen weitestgehend dem Vorgängermodell. Nur die Kupplungsbetätigung wurde von Seilzug auf Hydraulik umgestellt, und die Verdichtung des Ottomotors stieg auf 7,2:1. Die im Vorgänger eingebauten Stabilisatoren waren verschwunden. Der neue Wagen hatte Reifen der Dimension 6.00„× 16“, die für eine bessere Straßenlage sorgten. Im Februar 1954 stellte Standard als erster britischer Hersteller einen serienmäßigen Dieselmotor in einem PKW vor. Das Fahrgestell war verstärkt worden, um das zusätzliche Gewicht des schwereren Motors aufzunehmen. Wie schon der Benzinmotor war auch der 2.092 cm³ große Dieselmotor vom „20C“-Motor für den Ferguson-Traktor abgeleitet. Während die Dieselmaschinen für die Traktoren auf 2.200 min−1 begrenzt waren und 25 bhp (18,4 kW) entwickelten, hatten die Motoren für den Vanguard keinen Drehzahlbegrenzer und leisteten 60 bhp (44 kW) bei 3.800 min−1.
Ein Vanguard mit Ottomotor ohne den aufpreispflichtigen Overdrive wurde 1953 vom britischen Magazin The Motor getestet und erreichte eine Höchstgeschwindigkeit von 128,7 km/h und eine Beschleunigung von 0–100 km/h in 19,9 Sekunden. Der Benzinverbrauch betrug 12,0 Liter auf 100 km. Die Dieselversion erreichte bei einem Test 1954 eine Höchstgeschwindigkeit von 106,5 km/h und eine Beschleunigung von 0–100 km/h in 31,6 Sekunden. Der Dieselverbrauch lag bei 7,53 Litern auf 100 km.
Der Vanguard Phase II war von Beginn an als bloßes Übergangsmodell gedacht, das die Zeit bis zum Erscheinen des neu konstruierten, mit einer selbsttragenden Karosserie ausgestatteten Vanguard Phase III überbrücken sollte. Der Phase II wurde nur bis 1956 produziert. In dieser Zeit entstanden etwa 81.000 Autos, 1973 davon mit Dieselmotor.

## Vanguard Phase III
Im Herbst 1955 erschien der Standard Vanguard Phase III. Er hat anders als seine Vorgänger eine selbsttragende Karosserie. Ihre kontrovers aufgenommene Form ist ein Entwurf des US-amerikanischen Designers Carl Otto, der einige Gestaltungsmerkmale älterer Mittelklassemodelle von Studebaker, Ford und Plymouth kopierte. Die Karosserien folgen der Pontonform. Die Limousine hat ein Stufenheck und vier Türen, ihre Fahrgastzelle ist trapezförmig gestaltet. Die Gürtellinie verläuft annähernd waagerecht. Die vorderen Kotflügel münden auf jeder Seite in einen Rundscheinwerfer. Besonders auffällig ist die Frontpartie, bei der eine horizontal angeordnete Strebe die Kühleröffnung in einen oberen und einen unteren Teil gliedert; auf ihr sind zahnartige verchromte Aufsätze angebracht. Als Motorisierung dient weiterhin der schon aus dem Vanguard Phase I bekannte Vierzylinder-Ottomotor mit 2,1 Liter Hubraum, der nun 69 bhp (51 kW) leistet. Einen Dieselmotor gab es nicht mehr. Vorne hatte der Wagen Einzelradaufhängung an Schraubenfedern, einen Hilfsrahmen und eine Kugelumlauflenkung. Die hintere Starrachse besaß halbelliptische Blattfedern. Hydraulisch betätigte Trommelbremsen von Lockheed mit 228 mm. Die Kraftübertragung übernimmt weiterhin ein handgeschaltetes Dreiganggetriebe, das über eine Lenkradschaltung bedient wird. Vom Vanguard Phase III entstanden bis zum Herbst 1958 insgesamt 37.194 Autos.
Während die ersten beiden Vanguard-Generationen Einheitsmodelle gewesen waren, begann Standard kurz nach der Einführung des komplett Vanguard Phase III, die Baureihe aufzufächern. 1956 erschien zunächst der Standard Sportsman, eine leistungsgesteigerte Variante des Vanguard mit einem 90 bhp (67 kW) starken Vierzylindermotor und einer stilistisch stark veränderten Frontpartie. Das mit 1.203 £ vergleichsweise teure Auto war ein kommerzieller Misserfolg: Bis 1958 setzte Standard nur 901 Sportsmen ab. 
Eine weitere Variante des Vanguard Phase III war der Standard Ensign, der ab 1957 mit reduzierter Ausstattung und schwächerer Motorisierung zu einem besonders niedrigen Preis angeboten wurde. Bis 1961 baute Standard etwa 19.000 Exemplare des Ensign, die vor allem von Flottenbetreibern gekauft wurden.

## Vanguard Six
Die letzten Vanguard hatten Reihensechszylindermotoren, wie sie später auch in den Triumph 2000 eingebaut wurden. Die Verdichtung des 1.991 cm³-Aggregats lag bei 8,0:1; es leistete 80 bhp (59 kW) bei 4.500 min−1. Von außen war der einzige Unterschied zum Vanguard Vignale das Typenschild. Die Innenausstattung wurde überarbeitet. Vom Vanguard Six wurden 9.953 Stück gebaut.
Ein Vanguard Six wurde 1960 von britischen Magazin The Motor getestet. Eine Höchstgeschwindigkeit von 140,3 km/h und eine Beschleunigung von 0–100 km/h in 17,0 s wurden festgestellt. Der Benzinverbrauch betrug 11,3 l/100 km und der Testwagenpreis £ 1.021 einschließlich £ 301 Steuern.

## Das Ende
Die Modelle Ensign und Vanguard wurden 1963 durch den Triumph 2000 ersetzt. Der Markenname Standard verschwand nach 60 Jahren vom britischen Markt.

## Druckgussmodelle
- Dinky Toys stellte ein Modell des Phase I her.
- Corgi Toys hatten in ihrer Modellpalette 1957 bis 1961 ein Modell eines Phase III als Modell Nr. 207 enthalten.[11] Dazu gab es von 1958 bis 1962 eine Phase-III-Limousine als Dienstfahrzeug der Royal Air Force als Nr. 352.[12]

## Trivia
Ein blauer Vanguard-Kombi der Phase II, mit dem Kennzeichen PGT 276, war im August 1966 das meistgesuchte Auto in ganz Großbritannien. Es handelte sich um das Fluchtfahrzeug im Fall des Polizistenmord in der Braybrook Street.

## Quelle
- Michael Allen: British Family Cars of the Fifties. Haynes Publishing, 1985, ISBN 0-85429-471-6.